# お七夜

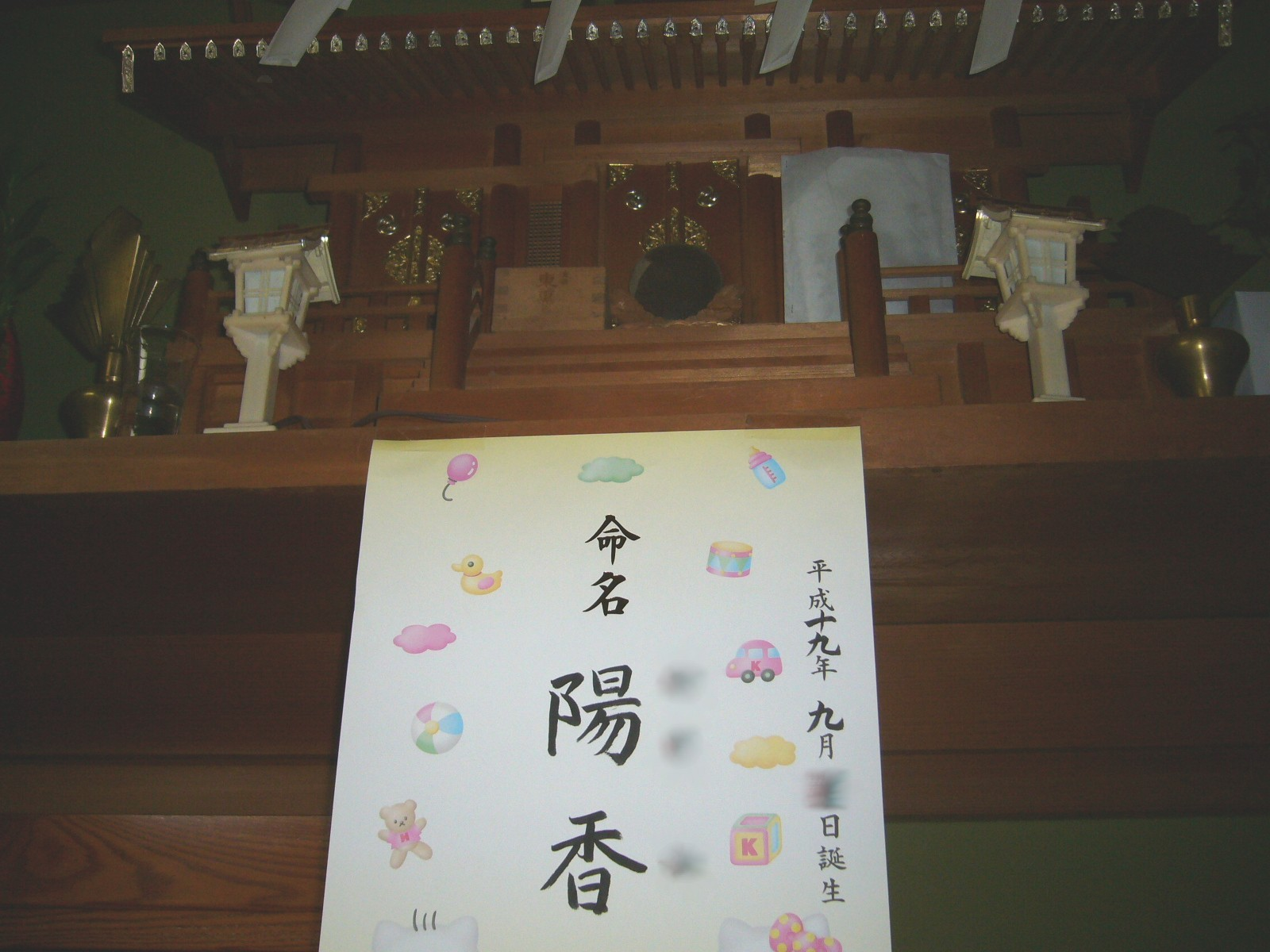
神棚に飾られた命名書

お七夜（おしちや）とは誕生から7日目の夜に赤ちゃんの健やかな成長を願って行うお祝いである。平安時代からつづく民俗行事で、生まれた子に名前をつけて、社会の一員として仲間になることを認めてもらう儀式である。

## 習俗
赤飯や尾頭付きの鯛、昆布、紅白の麩などの祝膳を家族で食べ、お宮参りまでの約1ヶ月間、命名書を飾る。
今日では出産した病院から退院する日が産後一週間前後が多いため、退院祝いを兼ねて行うことも多くなっている。また、記念に手形や足形を採ることも増えている。

## 由来
昔においては生後の赤ちゃんが無事に育つことが多くなかったため、節目とする7日目を迎えられたことをお祝いしたのが由来。